# Говіль (Орн)
Гові́ль, Ґовіль (фр. Gauville) — колишній муніципалітет у Франції, у регіоні Нормандія, департамент Орн. Населення — 596 осіб (2011).
Муніципалітет був розташований на відстані близько 135 км на захід від Парижа, 80 км на південний схід від Кана, 60 км на північний схід від Алансона.

## Історія
До 2015 року муніципалітет перебував у складі регіону Нижня Нормандія. Від 1 січня 2016 року належав до нового об'єднаного регіону Нормандія.
1 січня 2016 року Говіль, Ансен, Бокансе, Кувен, Ла-Ферте-Френель, Гло-ла-Ферр'єр, Еґон, Монне, Сен-Нікола-де-Летьє i Вілле-ан-Уш було об'єднано в новий муніципалітет Ла-Ферте-ан-Уш.

## Демографія
Динаміка населення (Insee ):
Розподіл населення за віком та статтю (2006):
| Стать | Всього | До 15 років | 15-24 | 25-44 | 45-64 | 65-85 | Понад 85 |
| --- | ------ | ----------- | ----- | ----- | ----- | ----- | -------- |
| Чоловіки | 257    | 68          | 12    | 85    | 64    | 28    | 0        |
| Жінки | 296    | 82          | 16    | 81    | 81    | 32    | 4        |
| \| Статево-вікова піраміда \| Статево-вікова піраміда \| Статево-вікова піраміда \| \| ----------------------- \| ----------------------- \| ----------------------- \| \| Чоловіки \| Вік \| Жінки \| \| 0 \| 85 + \| 4 \| \| 4 \| 80-84 \| 4 \| \| 4 \| 75-79 \| 12 \| \| 12 \| 70-74 \| 4 \| \| 8 \| 65-69 \| 12 \| \| 24 \| 60-64 \| 20 \| \| 4 \| 55-59 \| 16 \| \| 20 \| 50-54 \| 12 \| \| 16 \| 45-49 \| 33 \| \| 37 \| 40-44 \| 4 \| \| 24 \| 35-39 \| 33 \| \| 20 \| 30-34 \| 24 \| \| 4 \| 25-29 \| 20 \| \| 4 \| 20-24 \| 8 \| \| 8 \| 15-20 \| 8 \| \| 20 \| 10-14 \| 41 \| \| 28 \| 5-9 \| 33 \| \| 20 \| 0-4 \| 8 \| |        |             |       |       |       |       |          |
| Статево-вікова піраміда |        |             |       |       |       |       |          |
| Чоловіки | Вік    | Жінки       |       |       |       |       |          |
| 0 | 85 +   | 4           |       |       |       |       |          |
| 4 | 80-84  | 4           |       |       |       |       |          |
| 4 | 75-79  | 12          |       |       |       |       |          |
| 12 | 70-74  | 4           |       |       |       |       |          |
| 8 | 65-69  | 12          |       |       |       |       |          |
| 24 | 60-64  | 20          |       |       |       |       |          |
| 4 | 55-59  | 16          |       |       |       |       |          |
| 20 | 50-54  | 12          |       |       |       |       |          |
| 16 | 45-49  | 33          |       |       |       |       |          |
| 37 | 40-44  | 4           |       |       |       |       |          |
| 24 | 35-39  | 33          |       |       |       |       |          |
| 20 | 30-34  | 24          |       |       |       |       |          |
| 4 | 25-29  | 20          |       |       |       |       |          |
| 4 | 20-24  | 8           |       |       |       |       |          |
| 8 | 15-20  | 8           |       |       |       |       |          |
| 20 | 10-14  | 41          |       |       |       |       |          |
| 28 | 5-9    | 33          |       |       |       |       |          |
| 20 | 0-4    | 8           |       |       |       |       |          |

## Економіка
2010 року серед 354 осіб працездатного віку (15—64 років) 260 були активними, 94 — неактивними (показник активності 73,4%, у 1999 році було 77,6%). З 260 активних мешканців працювало 240 осіб (129 чоловіків та 111 жінок), безробітними було 20 (8 чоловіків та 12 жінок). Серед 94 неактивних 27 осіб було учнями чи студентами, 39 — пенсіонерами, 28 були неактивними з інших причин.

У 2010 році в муніципалітеті числилось 235 оподаткованих домогосподарств, у яких проживали 610,0 особи, медіана доходів виносила 18 174 євро на одного особоспоживача